# Vale de Soreque

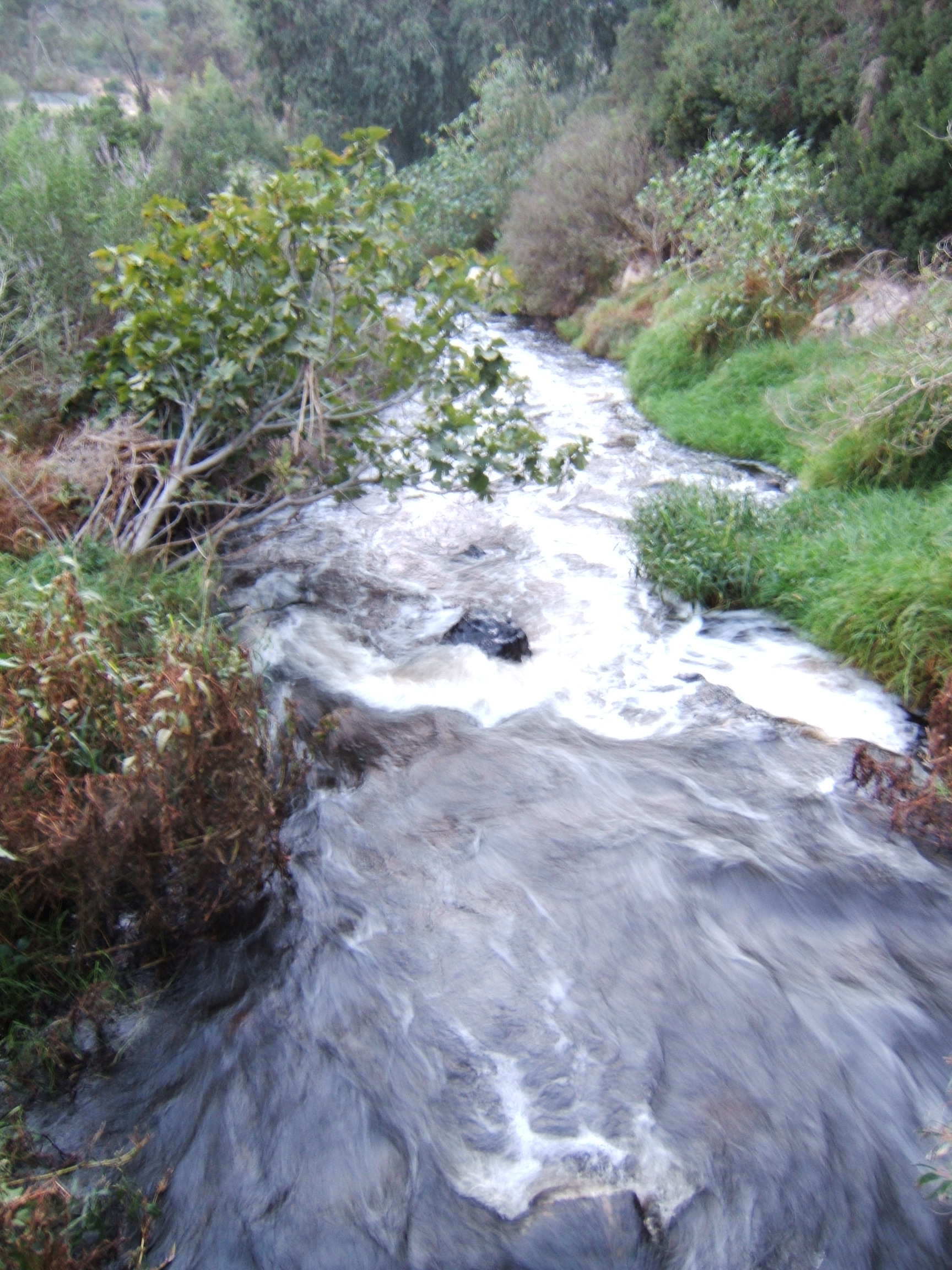

Vale de Soreque (em hebraico: נחל שורק, lit. Ribeiro de Soreque) é uma das maiores bacias hidrográficas mais importantes nas montanhas da Judeia. Ela é mencionada no livro dos Juízes 16:4 da Bíblia como a fronteira entre os filisteus e antiga da Tribo de Dã dos antigos israelitas. É conhecida em árabe como Wadi Surar.

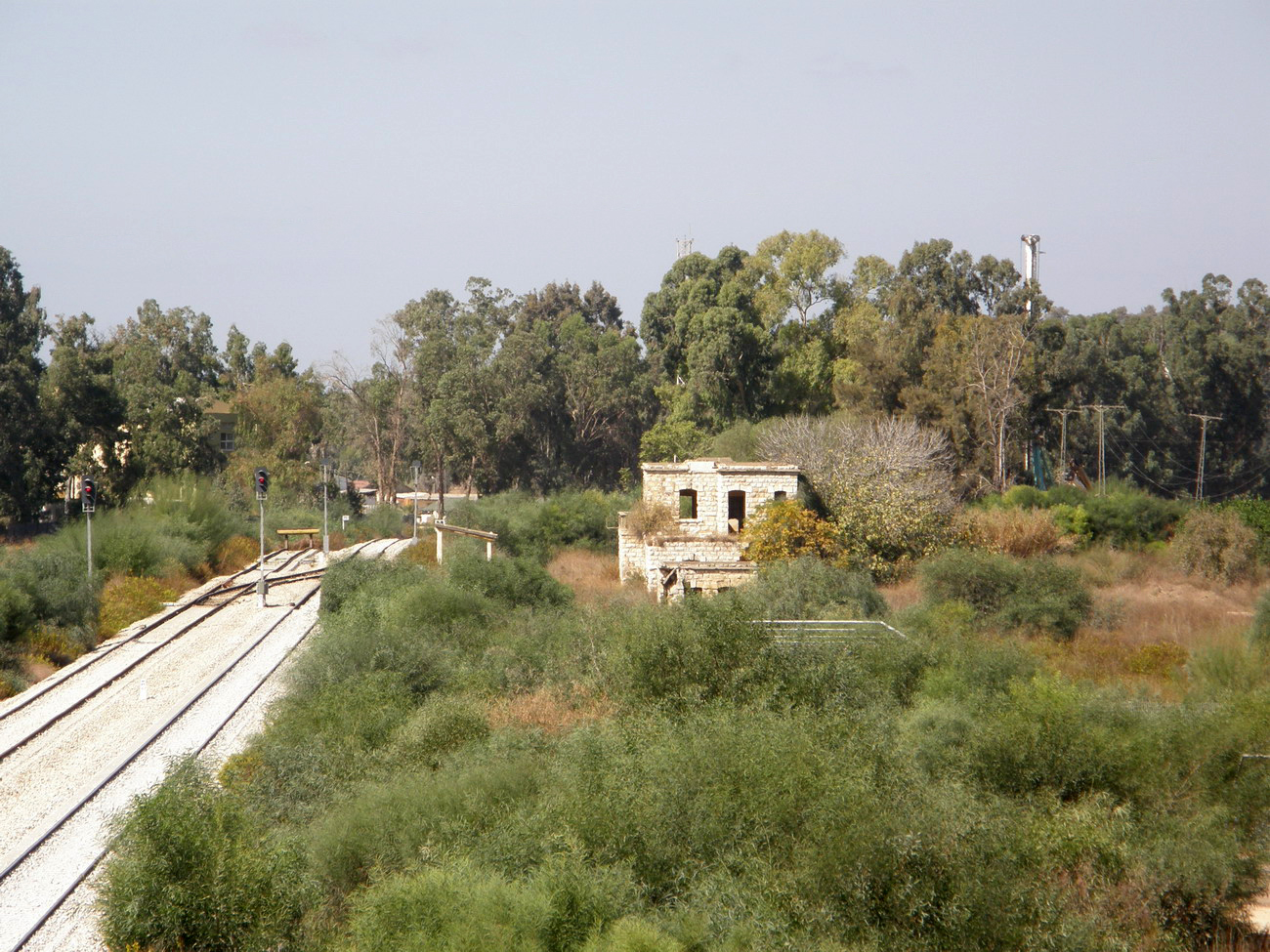
Ruínas da estação ferroviária do Vale de Soreque.